# Vladimir Paley
Vladimir Pavlovitj Paley, född 1897, död 1918, var en rysk furste. Han var son till storfurst Pavel Aleksandrovitj av Ryssland och sonson till tsar Alexander II av Ryssland. Han arresterades under ryska revolutionen och avrättades i Alapajevsk. Han räknas till martyrerna i Alapajevsk.